# Parafia św. Barbary w Strumieniu
Parafia św. Barbary – rzymskokatolicka parafia znajdująca się w Strumieniu. Należy do dekanatu Strumień diecezji bielsko-żywieckiej. W 2005 zamieszkiwało ją ponad 4110 katolików.

## Historia
20 lutego 1454 r. w liście Jana, prymasa i arcybiskupa gnieźnieńskiego, wzmiankowany jest tutejszy kościół lub kaplica, opisany jako stary i niszczejący, dlatego też arcybiskup wzywał do budowy nowego kościoła. Podległy był parafii w Wiśle Niemieckiej, a więc znajdował się w granicach diecezji krakowskiej. W oparciu o ten list za zgodą biskupa krakowskiego Zbigniewa Oleśnickiego wybudowano we wschodniej (dolnej) części Strumieniu kościół pw. św. Krzyża. Prawdopodobnie po przejęciu okolicy przez księcia cieszyńskiego w 1480, a następnie po podarowaniu jej Mikołajowi Brodeckiemu parafia strumieńska przeszła do diecezji wrocławskiej. Dlatego, że kościół Świętego Krzyża był w złym stanie Mikołaj Brodecki wystarał się o budowę nowego kościoła. Pozwolenie wydał 12 maja 1495 r. biskup wrocławski Jan IV Roth. Nowy drewniany kościół parafialny miał wezwanie św. Barbary, jego budowę ukończono w 1498 r., kiedy stary kościół Świętego Krzyża stał się jego filialnym.
W listopadzie 1598 r. wizytacji kościelnej (pierwszej po soborze trydenckim) dekanatu pszczyńskiego dokonał archidiakon krakowski Krzysztof Kazimirski na zlecenie biskupa Jerzego Radziwiłła. Według sporządzonego sprawozdania kościół w Oppidium Strumien znajdował się w rękach luterańskich.
Z parafii wydzielone zostały kolejno parafie w: Zarzeczu (w 1788 r., obecnie nieistniejąca), Chybiu (1932), Bąkowie (1990) i Zabłociu (1999).

## Galeria

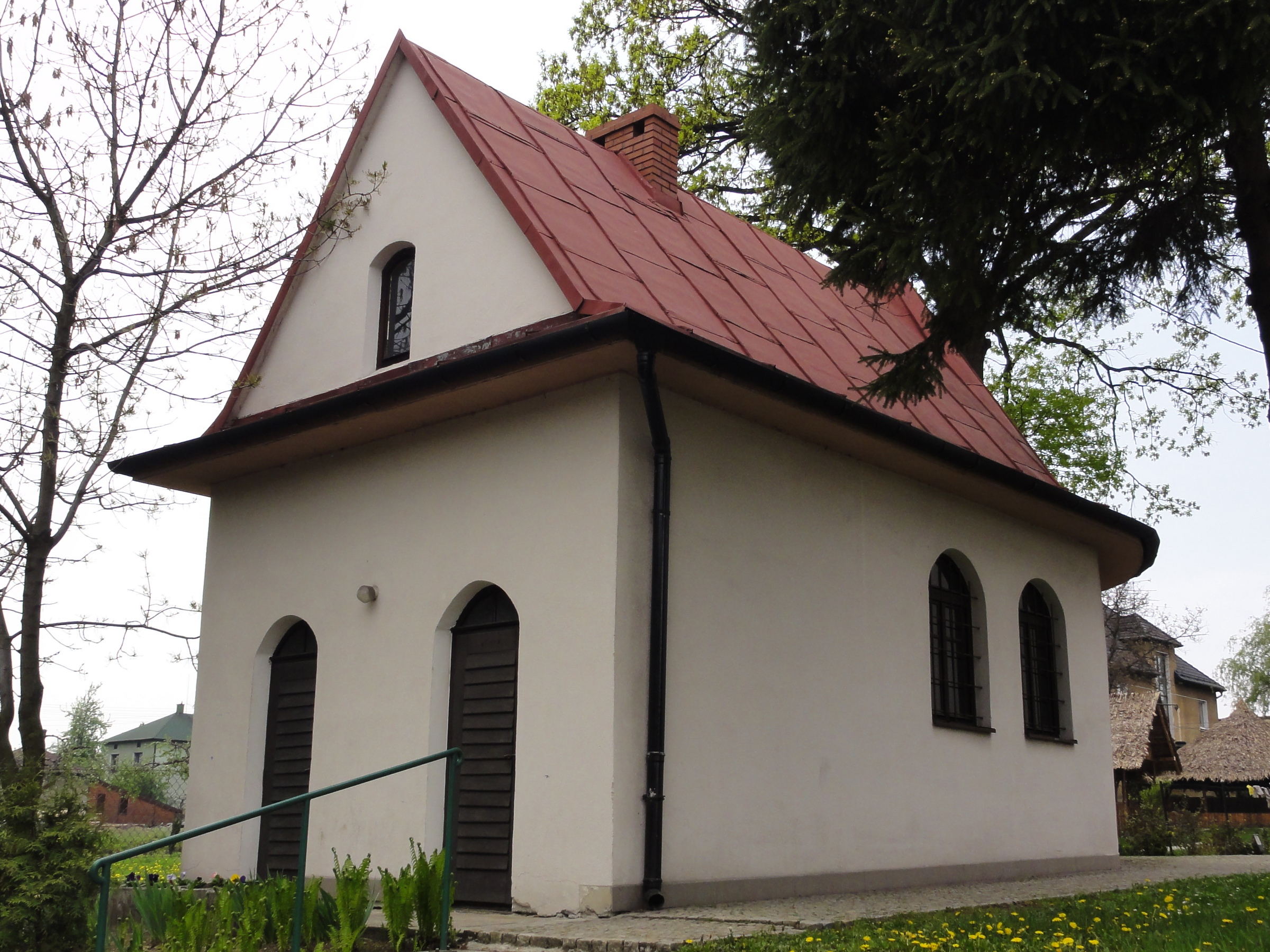
Kaplica przy kościele św. Barbary w Strumieniu
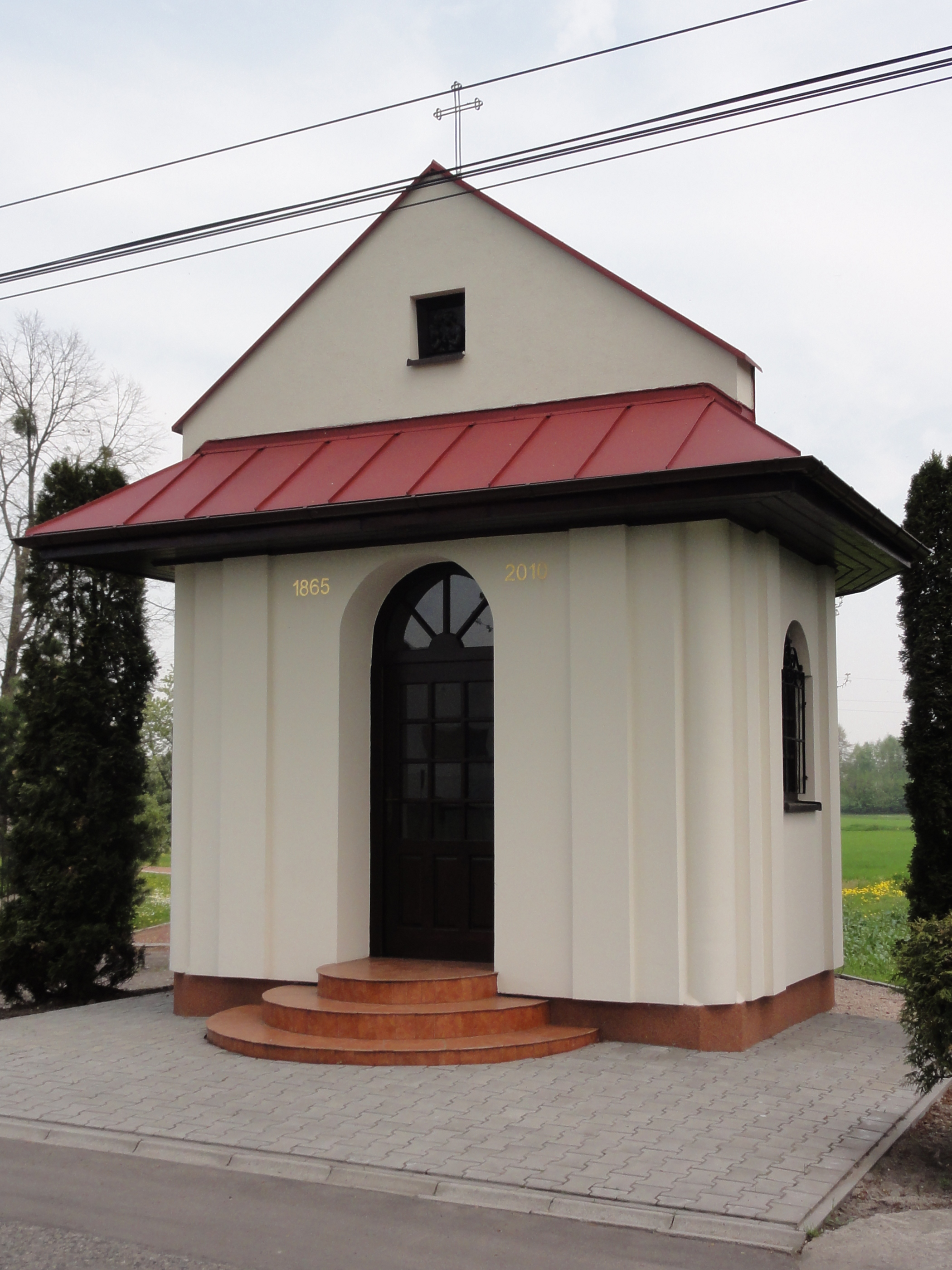
Kaplica św. Anny w Strumieniu
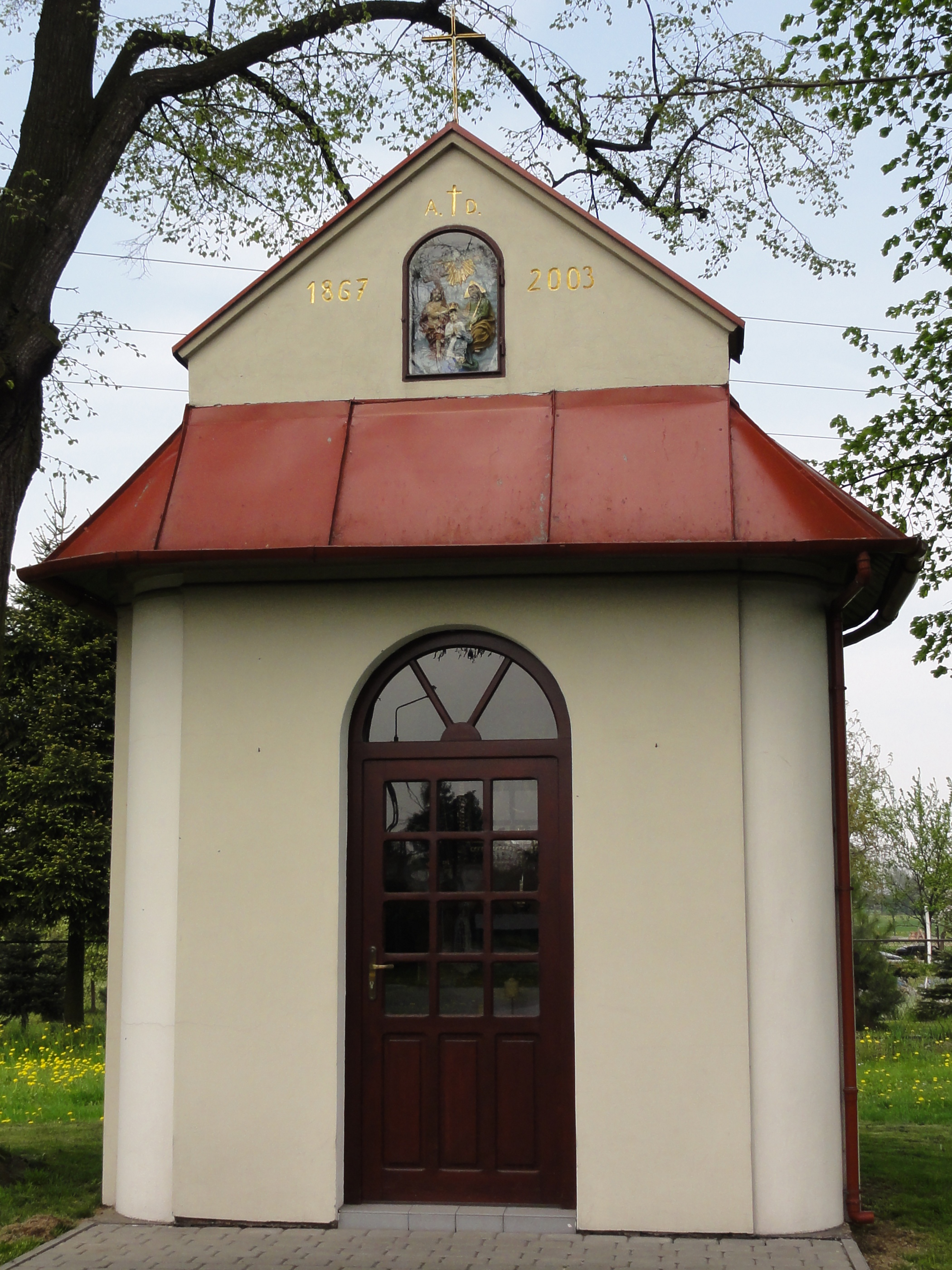
Kaplica Matki Bożej Częstochowskiej i Wniebowzięcia w Strumieniu
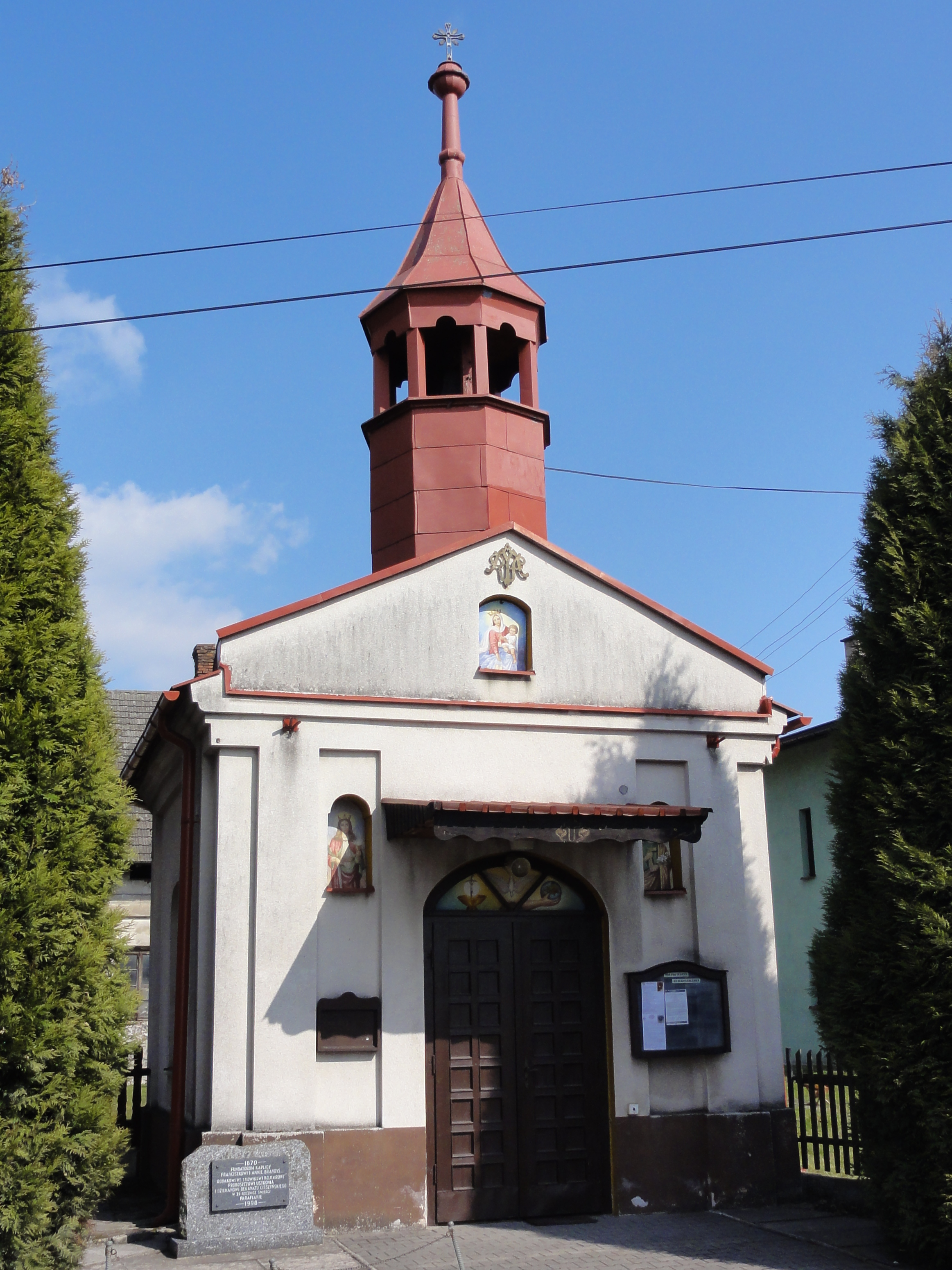
Zabytkowa kaplica Matki Bożej Szkaplerznej w Zbytkowie
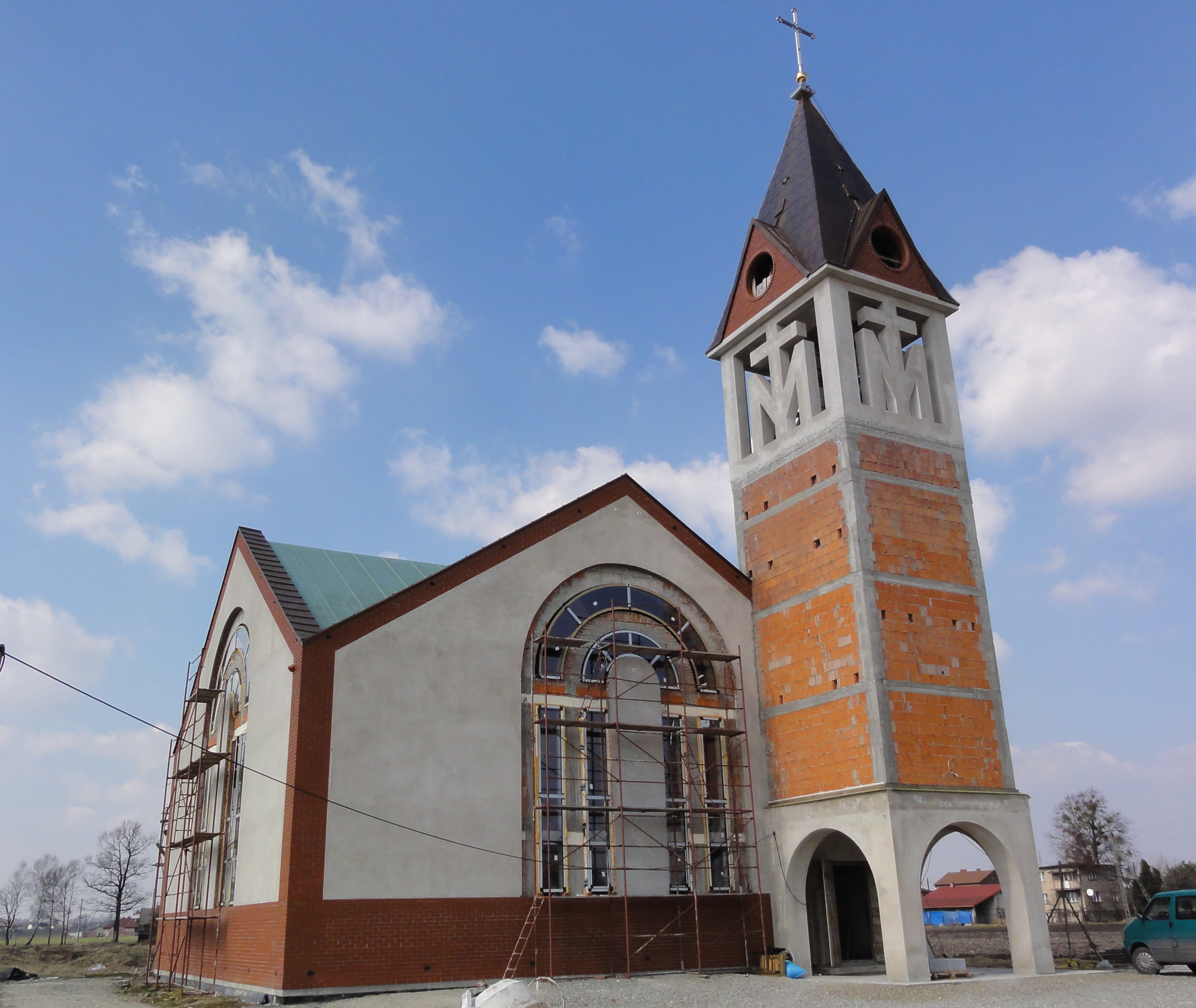
Budowa kościoła filialnego w Zbytkowie (2011 r.)